# Siegfried Wohler
Siegfried Paul Wohler (* 2. Oktober 1945 in Windhoek, Südwestafrika; † September 2009) war ein namibischer Politiker (SWAPO) und von 1999 bis 2004 Vizeminister für Landwirtschaft, Wasser und Forstwirtschaft. Wohler war zuvor von 1989 bis 1990 Mitglied der Verfassunggebenden Versammlung Namibias und danach bis 1999 Abgeordneter der namibischen Nationalversammlung.
Wohler war Vorsitzender des SWAPO-Unternehmens Kalahari Holdings.